# Vezins (Manche)
Pour les articles homonymes, voir Vezins.
Vezins est une ancienne commune française du département de la Manche et de la région Normandie, associée à Isigny-le-Buat depuis le 15 mars 1973.

## Toponymie
Le nom de la localité est attesté sous la forme Vezins en 1082, Vicenae sans date.
Repose sur le bas-latin vicinu « voisinage », d'où « village ».

## Administration
| Période | Période | Identité        | Étiquette | Qualité |
| ------- | ------- | --------------- | --------- | ------- |
| 1973    | 1983    | Denis Gauchet   |           |         |
| 1983    | 1995    | Clément Chesnel |           |         |

| Période | Période | Identité             | Étiquette | Qualité |
| ------- | ------- | -------------------- | --------- | ------- |
| 1963    | 1972    | Paul Desloges (fils) |           |         |
| 1972    | 1973    | Denis Gauchet        |           |         |

## Démographie
| 1793 | 1800 | 1806 | 1821 | 1831 | 1836 | 1841 | 1846 | 1851 |
| ---- | ---- | ---- | ---- | ---- | ---- | ---- | ---- | ---- |
| 712  | 644  | 668  | 599  | 631  | 565  | 607  | 616  | 656  |

| 1856 | 1861 | 1866 | 1872 | 1876 | 1881 | 1886 | 1891 | 1896 |
| ---- | ---- | ---- | ---- | ---- | ---- | ---- | ---- | ---- |
| 651  | 631  | 653  | 595  | 591  | 580  | 523  | 516  | 524  |

| 1901 | 1906 | 1911 | 1921 | 1926 | 1931 | 1936 | 1946 | 1954 |
| ---- | ---- | ---- | ---- | ---- | ---- | ---- | ---- | ---- |
| 522  | 509  | 471  | 383  | 404  | 595  | 441  | 444  | 441  |

| 1962 | 1968 | 1975 | 1982 | 1990 | 1999 | 2006 | 2010 | 2015 |
| ---- | ---- | ---- | ---- | ---- | ---- | ---- | ---- | ---- |
| 406  | 361  | -    | -    | -    | -    | 275  | 265  | 287  |

| 2020 | 2021 | - | - | - | - | - | - | - |
| ---- | ---- | - | - | - | - | - | - | - |
| 257  | 258  | - | - | - | - | - | - | - |

## Lieux et monuments

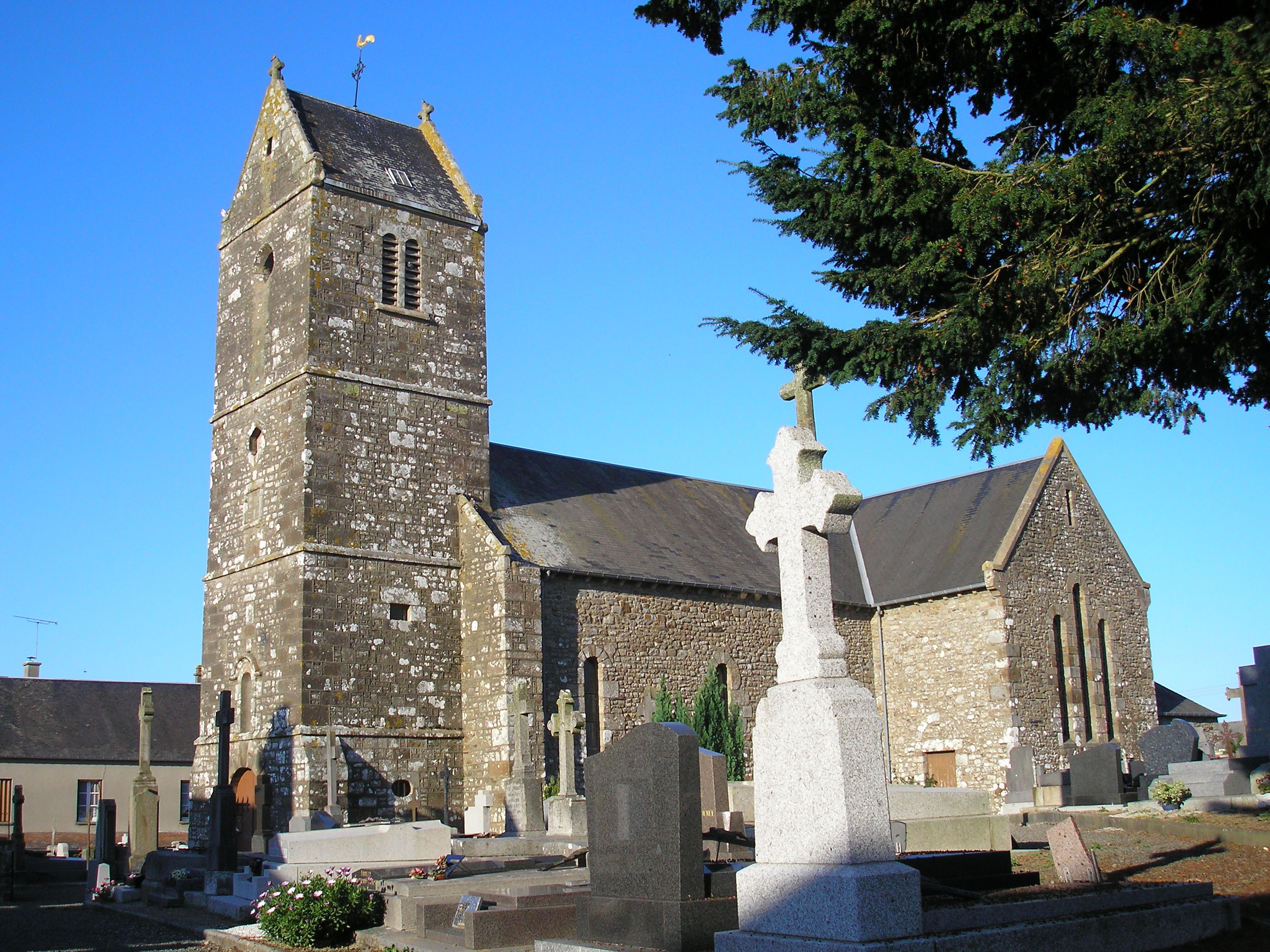
L'église Notre-Dame.

- Église Notre-Dame du XVIIe siècle (1686). L'édifice abrite six verrières du XXe de Yves Saint-Front, et une statue du Sacré-Cœur du XXe[9].

Au XIe siècle, l'église fut donnée à l'abbaye de la Couture près du Mans par Vautier et Raoul d'Astin, seigneurs de Vezins, contribuant à la fondation du prieuré des Biards.
- Château de la Motte dit haut manoir de Vezins, reconstruit par Philippe Gouraud et son épouse Jeanine Fauchon de Villeplée et entièrement rénové au XXe siècle. Il a été bâti sur l'emplacement d'un ancien château fort du XIe siècle, château d'Aslin, lui même sur un site gallo-romain.
- Château de la Cour-des-Bois.

Pour mémoire
- Ancien barrages de Vezins et sa centrale hydroélectrique achevés en 1931 selon les plans des architectes Pelnard-Considere et Caquot. Retenue d'eau de la « Roche qui boit » (le Petit Lac) de 18 km de long et 30 ha, navigable sauf à proximité du barrage. Il s'agissait de l'étendue d'eau la plus importante de la Manche. Une base de loisirs, propriété de la commune, y était implantée : la base de la Mazure. Une association gérait ces activités de loisirs essentiellement basées sur l'eau et l'hydroélectricité, l'accueil de classes vertes. En novembre 2009, l'État décide de ne pas reconduire la concession au bénéfice d'EDF et prévoit l'effacement du barrage, ainsi que celui de la Roche-qui-Boit, en aval. Le démantèlement a débuté au printemps 2019 et s'est achevé en 2020.

## Personnalité liée à la commune
- Marin Durand Couppel de Saint-Front (1901-1987), peintre de marine, inhumé à Vezins.